# South Barre
South Barre – jednostka osadnicza w Stanach Zjednoczonych, w stanie Vermont, w hrabstwie Washington.